# Onthophagus pauliani
Onthophagus pauliani là một loài bọ cánh cứng trong họ Bọ hung (Scarabaeidae).